# André des Gachons
Pour les articles homonymes, voir Gachons.
André des Gachons, né le 15 mars 1871 à Ardentes (Indre) et mort le 13 juillet 1951 à La Chaussée-sur-Marne, dans la Marne, est un artiste français qui s'est exprimé dans plusieurs disciplines artistiques telles que la peinture ou les arts décoratifs. Il s'est aussi passionné pour la météorologie.

## Biographie

### Contexte familial
André ou "Andhré" des Gachons est issu de la famille Peyrot des Gachons, famille française originaire du Berry.
Il est le fils de Jacques Peyrot des Gachons, percepteur d'impôts. Il a trois frères : Jacques des Gachons (1868-1945), écrivain, l'éditeur Louis-Didier des Gachons (1875-1951) et l'écrivain Pierre des Gachons (1880-1904), romancier sous le nom de plume de Pierre de Querlon.
Le 2 août 1895, il épouse Augustine Guelle (1869-1951) à Lille, d'où un fils unique.

### Artiste symboliste
André des Gachons est un élève de William Bouguereau et de Tony Robert-Fleury à l'Académie Julian. Il expose au Salon à partir de 1892. En 1893, il expose à Lille où il s'installe 14 rue Saint-André. Il expose deux fois au Salon des Cent, en novembre 1895 sous le titre Imagier, paru dans La Plume et en janvier 1898.
Il illustre divers ouvrages dont Lourdes d’Émile Zola, Salammbô de Gustave Flaubert, Tartarin sur les Alpes dans une édition parue chez Alphonse Lemerre, à Paris, en 1888, et également le livre « Jeanne d’Arc » d’Albert Liger édité en 1897 avec une préface de Georges d'Esparbès.

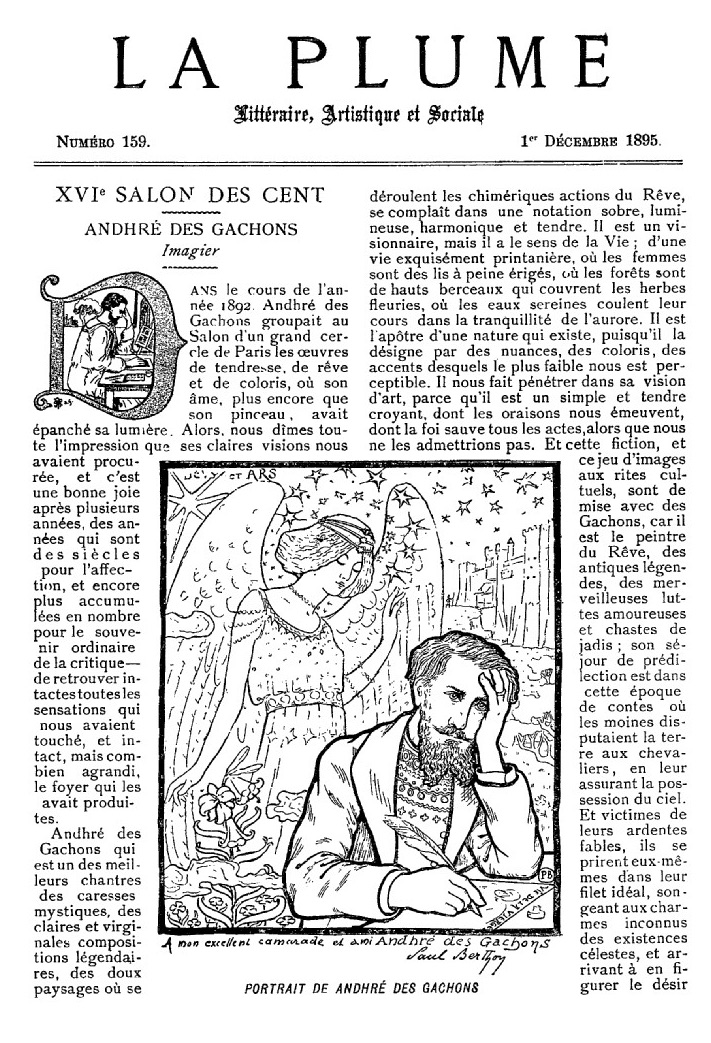
La Plume, article sur Gachons, 16e Salon des Cent (décembre 1895) par Léon Maillard.
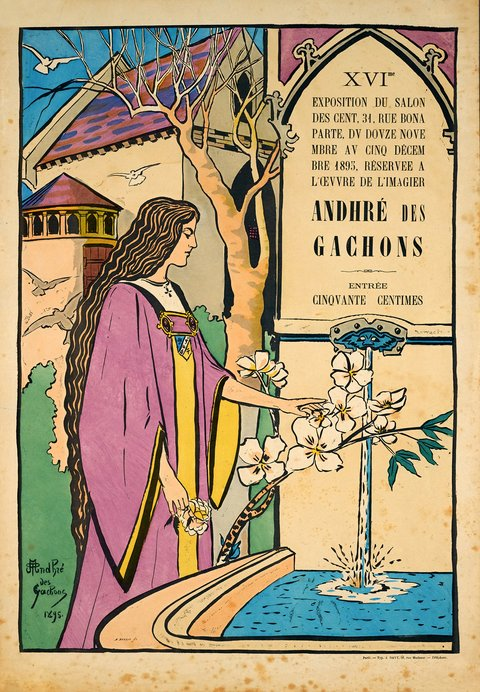
Salon des Cent 1895 Andhré des Gachons.
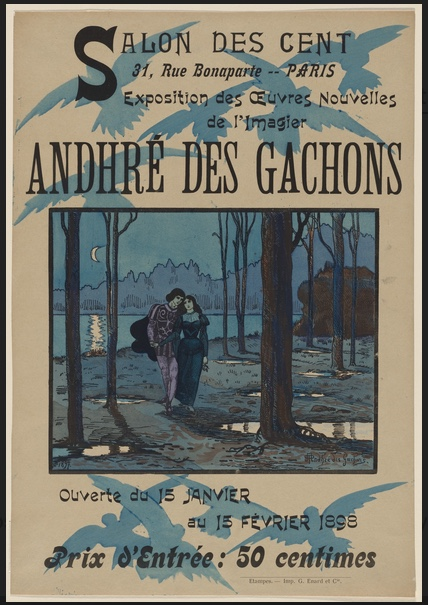
Salon des Cent 1898 Andhré des Gachons.

### Scientifique

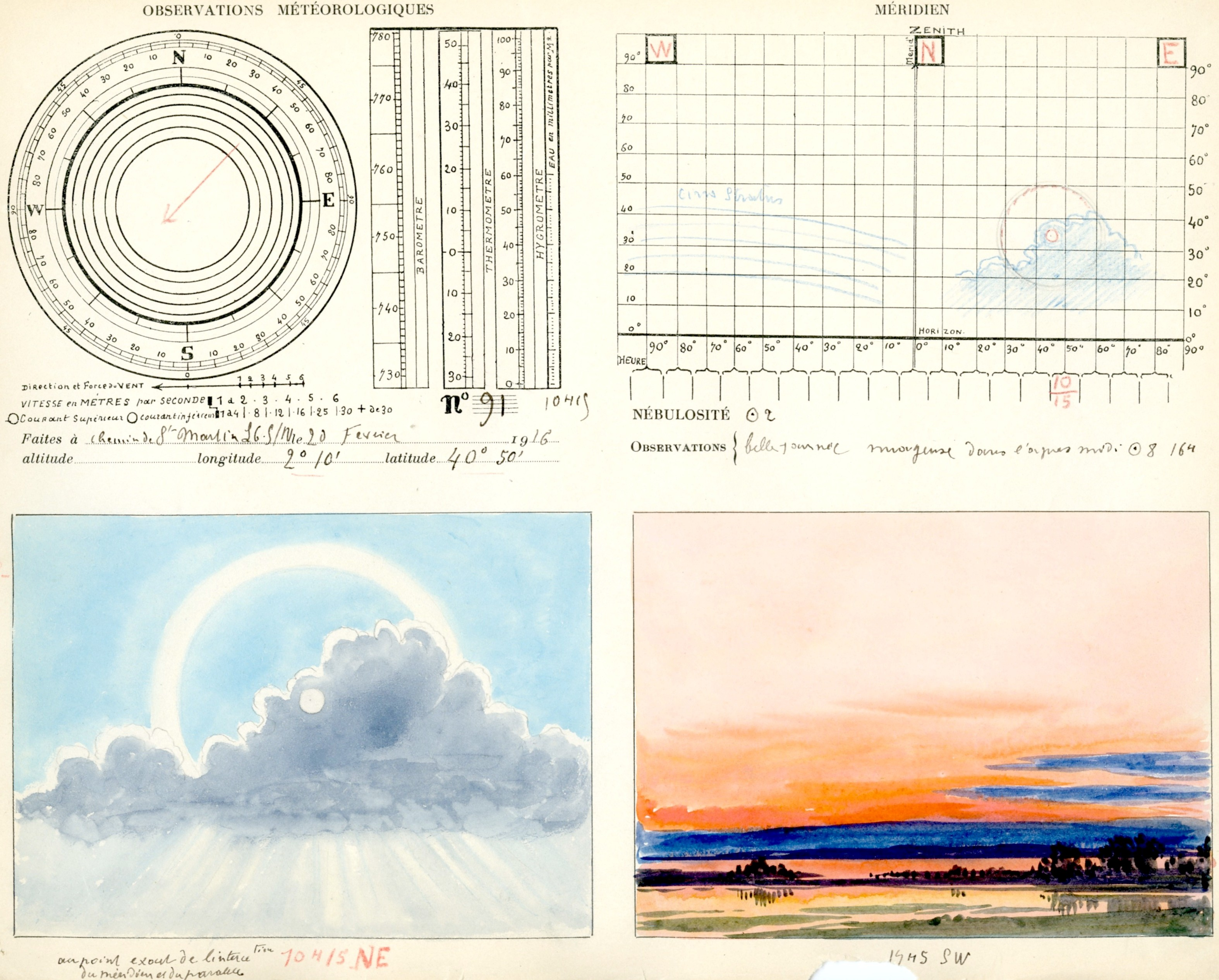
Planche de cirrostratus - 20 février 1916

À partir de 1913, à La Chaussée-sur-Marne, il devient observateur bénévole pour le service météorologique national (qui, en 1913, était le Bureau central de la météorologie). Chaque jour, à heures régulières, il fait des observations météorologiques et peint pour les accompagner de petites aquarelles, sur des planches qui sont envoyées au service météorologique à Paris. 158 planches de 1915 à 1919 sont conservées à la bibliothèque de Météo-France. Il a réalisé quelque 70 000 aquarelles dont 9 600 aquarelles météorologiques
André des Gachons essaye aussi de faire des prévisions météorologiques à partir de ce qu'il observe et représente. Il publie d'ailleurs plusieurs articles à ce sujet,.
La mairie de La Chaussée-sur-Marne a mis en ligne sur son site un diaporama consacré à l'artiste.
Les archives nationales conservent également des aquarelles météorologiques et les mettent en valeur pour illustrer leur dossier sur les archives du climat.

## Expositions récentes
En 2015, à l’occasion de la commémoration de la Grande Guerre, le Musée des Beaux-Arts de Châlons-en-Champagne expose les aquarelles météorologiques réalisées pendant la période de la Première Guerre mondiale et conservées à Météo-France. L'objectif de l'exposition a été double : montrer les avancées de la science météorologique pendant la guerre et rendre hommage à ce peintre de la région,,. Un catalogue est édité.
L'originalité de ces aquarelles, qui mêlent science et art, attirent l'œil du monde de l'art contemporain. À la suite de l'exposition à Châlons-en-Champagne, trois expositions ont présenté à nouveau les aquarelles météorologiques : 
- en 2015 à l'Espace Treize à Paris[24] ;
- fin 2016, au musée de la cristallerie à Saint-Louis-lès-Bitche : exposition « Over the rainbow » confiée par la fondation Hermès au FRAC Lorraine[25]
- et au musée d'art de Pully à Lausanne en Suisse : exposition « Charles Blanc-Gatti, Hypothèses d'une généalogie »[26].